# بخش اوربرو
بخش اوربرو (به سوئدی: Örebro kommun) یک ناحیه شهری در سوئد است که در شهرستان اوربرو واقع شده‌است.

## خواهرخوانده
شهرهای کولدینگ، درامن، لاپرنتا، Stykkishólmur، ووچ، یانتای و تراسسا خواهرخوانده‌های بخش اوربرو هستند.